# YUMING SPECTACLE SHANGRILA 1999
『YUMING SPECTACLE SHANGRILA 1999』（ユーミン・スペクタクル・シャングリラ 1999）は、松任谷由実（ユーミン）の6番目のライブビデオである。VHSは1999年12月8日に東芝EMIよりリリース（TOVF-1330）。同ビデオのDVD版はリニアPCMで1999年12月22日にリリース（TOBF-5015）。DVD5.1chサラウンド音声版は2004年2月18日にリリース（TOBF-5305）。

## 解説
- 5都市44公演32万人を動員したエンターテインメントショー『YUMING SPECTACLE SHANGRILA 1999』[2]の映像や裏側などを収録したライブ・ビデオ。1999年版にはビデオCDも付属する。
- コンサートでは「スラバヤ通りの妹へ」「BABYLON」「真珠のピアス」「VOYAGER〜日付のない墓標」「オールマイティー」も歌われたが、収録されていない。
- 事前の打ち合わせやリハーサルの段階では、「Glory Birdland」「青い船で」「チャイニーズ・スープ」「ジェラシーと云う名の悪夢」などの楽曲も候補となっていたが、最終的に外された。
- DVD5.1chサラウンド音声版には「Rāga#3」のプロモーションビデオを追加収録。

## 収録曲
1. もう愛は始まらない
2. 真夏の夜の夢
3. 人魚になりたい
4. 無限の中の一度
5. Rāga#3
6. SHANGRILAをめざせ
7. 破れた恋の繕（なお）し方教えます
8. Lost Highway
9. 不思議な体験
10. ESPER
11. ANNIVERSARY
12. DESTINY
13. 水の影
14. Rāga#3 （Promotion Video）

- 作詞・作曲：松任谷由実　編曲：武部聡志

## 参加ミュージシャン
- ドラム：村石雅行
- ベース：田中章弘
- ギター：市川祥治、中川雅也
- キーボード：武部聡志
- コーラス：松岡奈緒美、佐藤有香、今井マサキ
- パーカッション：小野かほり